# Geocodificació
 Geocodificació  és el procés d'assignar coordenades geogràfiques (per exemple latitud-longitud) a punts del mapa (adreces, punts d'interès, etc.). Les coordenades geogràfiques produïdes poden després ser usades per localitzar el punt del mapa en un Sistema d'Informació Geogràfica.

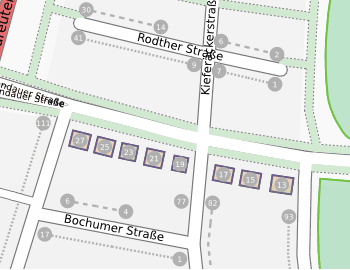
Geocodificació mitjançant SIG. D'una banda hi ha uns números de policia coneguts i d'altra línies discontínues entre aquests números de portal pressupostos, les quals representen els trams en els quals s'aplica el mètode d'interpolació.

## Interpolació d'adreces
Un dels mètodes més comuns per geocodificar adreces és marcar certs números de cada carrer, i assumir que les direccions entre dos nombres marcats són equidistants. Per exemple, si les coordenades del carrer Juel 10 són (A, B), i les del carrer Juel 30 són (C, D), es faria servir com coordenades del carrer Juel 20 el punt mitjà, és a dir, (A/2+C/2, B/2+D/2).
El principal avantatge d'aquest mètode és que és barat. A més a més, es poden utilitzar conjunts de marques (els punts a partir dels quals s'interpolen els altres) amb diferent granularitat (major, si es disposa d'elles, o menor, si el cost és important).
Aquest mètode presenta diferents problemes:
- En general, els carrers solen portar els nombres parells i imparells en costats oposats, però això no és sempre així.
- Molts carrers (sobretot en ciutats antigues) no són rectes.
- En algunes ciutats, el mateix nom és usat per un carrer principal i els seus perpendiculars.
- La interpolació assumeix que els números del carrer estan equiespaiats, el que típicament és inexacte.
- La precisió dels sistemes de geocodificació sol referir al percentatge de respostes, no al de respostes vàlides. Per exemple, un "99% match" significa que, de cada 100 crides a la funció de geocodificació, 99 donen una resposta. Aquesta resposta pot ser completament falsa.

Per aquestes raons, l'ús d'interpolació es restringeix a aplicacions no vitals (lliurament de pizzes i semblants), però no a serveis com la policia, ambulàncies, o els bombers.